# 南極冰架列表
南極冰架列表如下︰

南極主要冰架：
羅斯冰架 (472960平方公里)
龍尼-菲爾希納冰架 (422420平方公里)
阿梅里冰架 (62620平方公里)
拉森冰架 (48600平方公里)
里瑟爾-拉森冰架 (48180平方公里)
芬布爾冰架 (41060平方公里)
沙克爾頓冰架 (33820平方公里)
喬治六世冰架 (23880平方公里)
西冰架 (16370平方公里)
威爾金斯冰架 (13680平方公里)

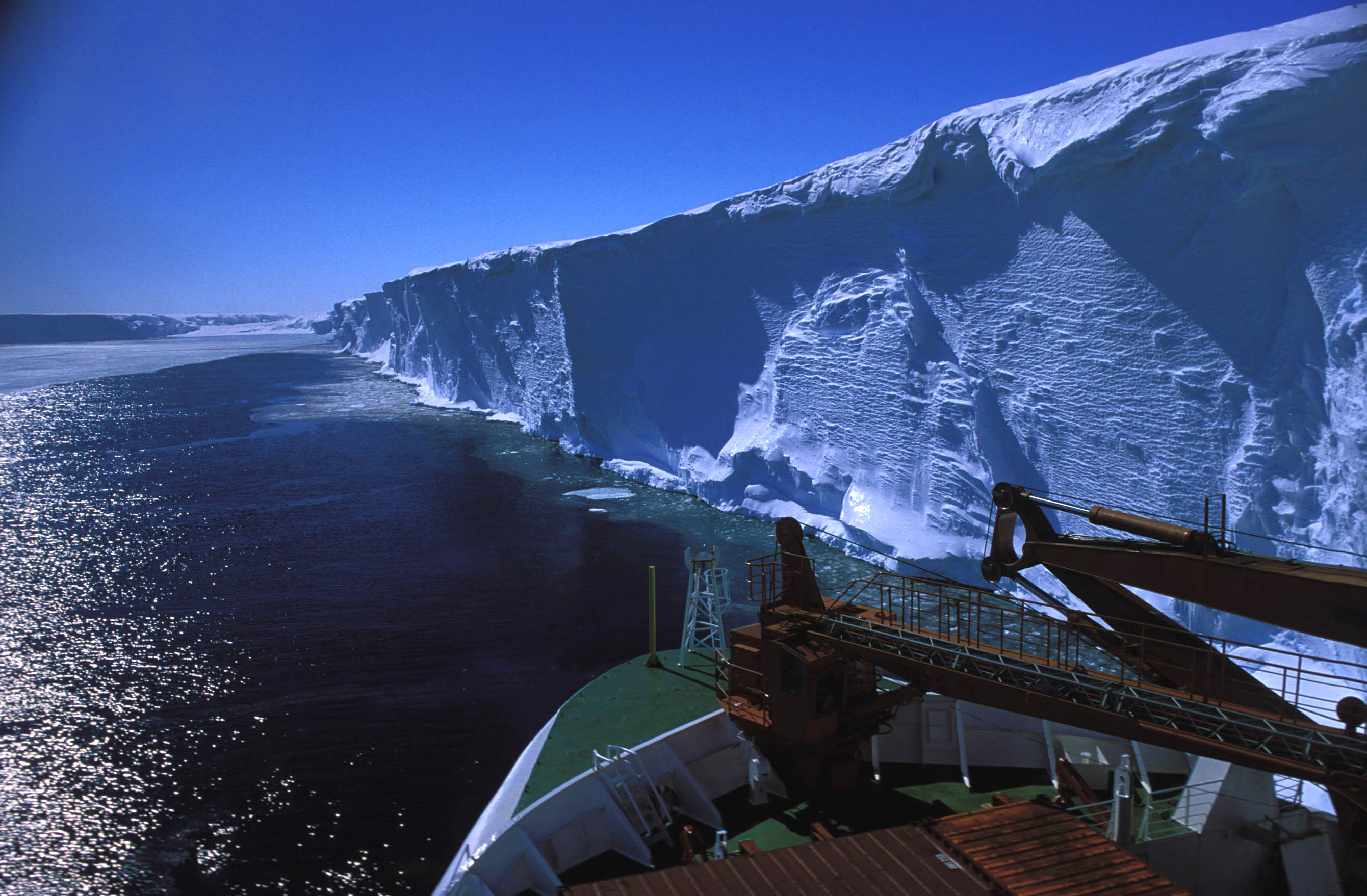
埃克斯特倫冰架邊緣

南極洲44%的海岸線與冰架相連，總面積為1,541,700平方公里。下方的冰架列表從東部南極洲西部起按順時針方向列出：
| - 龍尼-菲爾希納冰架 - 布倫特冰架 - 里瑟爾-拉森冰架 - 夸爾冰架 - 埃克斯特倫冰架 - 傑爾巴特冰架 - 芬布爾冰架 - 拉扎列夫冰架 - 漢南冰架 - 祖布恰特冰架 - 威爾斯冰架 - 愛德華八世冰架 - 阿梅里冰架 - 帕布利凱申斯冰架 - 西冰架 |  | - 沙克爾頓冰架 - 莫斯科大學冰架 - 沃耶伊科夫冰架 - 庫克冰架 - 斯拉瓦冰架 - 南森冰架 - 麥克默多冰架 - 羅斯冰架 - 斯威本冰架 - 蘇茲貝格灣 - 尼克森冰架 - 蓋茨冰架 - 多特森冰架 |  | - 克羅松冰架 - 科斯格羅夫冰架 - 阿博特冰架 - 韋納伯冰架 - 斯唐厄冰架 - 巴赫冰架 - 喬治六世冰架 - 威爾金斯冰架 - 沃迪冰架* - 瓊斯冰架* - 穆勒冰架* - 古斯塔夫王子冰架* - 拉森冰架*(拉森A和B) |

* 冰架已經倒塌。